# هامیلتون، نوادا
هامیلتون (به انگلیسی: Hamilton) یک شهر در ایالات متحده آمریکا است که در شهرستان وایت‌پاین، نوادا واقع شده‌است. هامیلتون ۰ نفر جمعیت دارد و ۲٬۴۵۳٫۶۷ متر بالاتر از سطح دریا واقع شده‌است.